# Royal Yacht Squadron
Le Royal Yacht Squadron est le plus prestigieux club nautique du Royaume-Uni dans le monde. Il est situé dans le château de Cowes sur l'île de Wight.

## Histoire
Fondé en 1815 sous le nom de The Yacht Club, il est basé au château de Cowes sur l'île de Wight. Il prendra en 1820 le nom de Royal Yacht Club pour adopter son nom définitif en 1833.

La directrice du club était la reine Élisabeth II et l'amiral du club était de son vivant le prince Philip.
Les yachts de ses membres prennent le suffixe RYS et sont autorisés à arborer le White Ensign de la Royal Navy plutôt que le Red Ensign utilisés par la majorité des autres navires immatriculés au Royaume-Uni.

## Coupe de l'America
Le club est à l'origine de la création de la Coupe de l'America en 1851. Lors de l'Exposition universelle de 1851, le Commodore du club lance un défi sur le tour de l'île, la One Hundred Guinea Cup. La goélette America du New York Yacht Club gagna devant la goélette britannique l'Aurora et donnera le nom de America'Cup aux compétitions suivantes.

Le site est aussi utilisé pour le Round the Island Race (en) depuis 1931.
- en 1885 à New York : le yacht Genesta est battu face à l'américain Puritan
- en 1893 à New York : le yacht Valkyrie II est battu face à l'américain Vigilant
- en 1893 à New York : le yacht Valkyrie III est battu face à l'américain Defender
- en 1934 à New York : le cotre bermudien Endeavour est battu face à l'américain Rainbow
- en 1937 à Newport : le cotre Endeavour II est battu face à l'américain Ranger
- en 2024 à Barcelone : l'AC75 Britannia RB3 est battu face au néo-zélandais Tahioro

Pavillon (White Ensign).